# Йосиас II (Валдек-Вилдунген)
Йосиас фон Валдек-Вилдунген (на немски: Josias II von Waldeck und Pyrmont; * 31 юли 1636 във Вилдунген; † 29 юли 1669 в Крит) е граф на Валдек-Вилдунген и Пирмонт. Той е генерал-майор в Брауншвайг-Люнебург и от 1660 г. сърегент във Вилдунген, по-късно и във Ветербург и в Ландау при брат му Христиан Лудвиг (1635 – 1706), управляващ граф на Валдек-Вилдунген. Той е вторият син на граф Филип VII (VI) фон Валдек-Вилдунген (1613 – 1645) и на графиня Анна Катарина фон Сайн-Витгенщайн (1610 – 1690), дъщеря на граф Лудвиг II фон Сайн-Витгенщайн (1571 – 1634) и графиня Юлиана фон Золмс-Браунфелс (1578 – 1634), дъщеря на граф Конрад фон Золмс-Браунфелс и графиня Елизабет фон Насау-Диленбург. Внук е на граф Христиан фон Валдек-Вилдунген.
По-големият му брат Кристиан Лудвиг (1635 – 1706) става граф на Валдек и Пирмонт, а Йосиас – граф на Валдек-Вилдунген и Пирмонт.

## Биография
Йосиас започва да служи при курфюрст Фридрих Вилхелм фон Бранденбург, в регимента на чичо му Георг Фридрих фон Валдек-Айзенберг, където 1655 г. става полковник на инфантерията и през 1656 г. като генерал-майор се бие в битката при Варшава (1656). След това служи малко в шведската войска. Като императорски генерал-фелдвахтмайстер участва в Турската война през 1663/1664 г., където е ранен от стрела пред Фюнфкирхен (Печ (Унгария).
През 1663 г. Йосиас започва престоряването на готическия замък, построен през 1200 г. от граф Фридрих фон Цигенхайн от Тюрингия, в дворец Фридрихщайн в бароков стил в Алт-Вилдунген.
През есента 1665 г. той е генерал-майор при херцог Георг Вилхелм фон Брауншвайг-Люнебург и поема командването на неговите войски. През късната есен на 1668 г. той тръгва с 3300 люнебургски войници за Венеция, за да помага на Република Венеция в защитата на остров Крит от Османската империя. На 28 март 1669 г. той пристига във Венеция и на 12 май на остров Крит. При обсадата на Кандия (Ираклио) Йосиас е тежко ранен от граната на 6 юли 1669 г. и умира на 29 юли. Той е погребан първо в църквата „Св. Катарина“ в Ираклио и след това е преместен във Вилдунген. През 1962 г. е погребан в гробницата на манастира Мариентал до град Нетце (Валдек).

## Фамилия
Йосиас се жени на 26 януари 1660 г. в Аролзен, Хесен, за графиня Вилхелмина Кристина фон Насау-Зиген (* 1629; † 22 януари 1700 в Хилдбургхаузен), най-малката дъщеря на граф Вилхелм фон Насау-Зиген-Хилхенбах (1592 – 1642) и графиня Кристина фон Ербах (1596 – 1646). Те имат децата: 
- Елеанора Луиза (1661 – 1661)
- Вилхелм Филип (1662 – 1662)
- Шарлота Доротея (1663 – 1664)
- Шарлота Йохана (1664 – 1699), омъжена на 2 декември 1690 г. в Маастрихт за херцог Йохан Ернст фон Саксония-Кобург-Заалфелд (1658 – 1729)
- София Вилхелмина (1666 – 1668)
- Максимилиан Фридрих (1668 – 1668), близнак на	Вилхелм Густав
- Вилхелм Густав (1668 – 1669)